# 青甘臭草
青甘臭草（学名：Melica tangutorum）为禾本科臭草属下的一个种。

## 扩展阅读
- 維基物種上的相關：青甘臭草